# Бенгалски глад от 1943 година
Бенгалският глад от 1943 година е глад, който засяга Бенгалската област (днешен Бангладеш, Западен Бенгал и Източна Индия) по време на Втората световна война. Той започва през 1942 г. и продължава до 1944 г., причинявайки смъртта на над приблизително 1,5 милиона души.